# Congrès des syndicats de Papouasie-Nouvelle-Guinée
Le Congrès des syndicats de Papouasie-Nouvelle-Guinée (en anglais : Papua New Guinea Trade Union Congress, PNGTUC) est l'organisation fédératrice des syndicats papou-néo-guinéens.

## Histoire
La Papouasie-Nouvelle-Guinée est un territoire sous souveraineté australienne jusqu'en 1975. Outre la grève de Rabaul de 1929, les mouvements de travailleurs autochtones sont rares. La première organisation syndicale, le Syndicat des travailleurs des mines de Nouvelle-Guinée et de Papouasie (New Guinea and Papua Mineworkers' Union), est fondée en 1941 par des colons, non par des autochtones. Dans les années 1960, le gouvernement australien transpose dans la colonie son propre modèle de relations sociales, fait de discussions tripartites entre le gouvernement, les représentants d'employeurs et les syndicats. À cet effet, l'Australie encourage la création d'organisations syndicales en Papouasie-Nouvelle-Guinée. Lorsque la colonie accède à l'indépendance en 1975, il en existe officiellement quarante-sept, mais la plupart sont très petites et totalement inefficaces. Les seules à avoir une importance sont alors l'Association du service public (Public Service Association, près de 16 000 membres), l'Association des enseignants de Papouasie-Nouvelle-Guinée (PNG Teachers' Association, près de 10 000 membres), trois syndicats professionnels spécifiques à l'île de Bougainville, et le Syndicat des dockers du District central (Central District Waterside Workers' Union, bien que n'ayant que 125 membres).
À l'initiative des autorités australiennes, de concert avec des personnalités politiques autochtones émergentes qui sont souvent aussi des dirigeants syndicaux, un congrès syndical est créé au milieu des années 1960 : la Fédération des Associations de travailleurs (Federation of Workers' Associations, FWA). Elle est toutefois davantage une plateforme pour l'ambition politique de ses dirigeants qu'un forum ouvert aux voix des travailleurs ; sa représentativité et son utilité concrète pour les travailleurs sont quasi-nulles. Au milieu des années 1970, Tony Ila, député de Lae,  membre du parti politique Pangu Pati et président de la FWA, la rebaptise Congrès des syndicats de Papouasie-Nouvelle-Guinée et établit son quartier général dans sa propre circonscription électorale, à Lae. Devenu ministre du Travail, il intègre le PNGTUC à la Confédération internationale des syndicats libres (CISL) et, à travers sa participation au gouvernement, obtient des financements publics pour les syndicats. Les salaires et les conditions de travail des travailleurs syndiqués ne s'améliorent toutefois pas et, en 1983, Tony Ila est évincé de la présidence du PNGTUC au profit de Henry Moses, le président du Syndicat des travailleurs des mines de Bougainville (Bougainville Mine Workers' Union). Avec l'aide du CISL, le PNGTUC est consolidé durant la seconde moitié des années 1980 pour devenir davantage une organisation viable et politiquement indépendante. Si seuls 8% des travailleurs et 22% (douze) des syndicats lui sont affiliés en 1985, ces chiffres en 1989 se portent à 33% et 82% (quarante syndicats). Lawrence Titimur en est le secrétaire général de 1986 à 1992, suivi de John Paska de 1992 à 2018.
Au début des années 1990, toutefois, le PNGTUC est à nouveau moribond. Dans la première moitié des années 2000, il bénéficie d'une coopération avec des organisations syndicales australiennes qui le consolident à nouveau. Un comité de direction existe à nouveau, les réunions tripartites avec le gouvernement et les représentants d'employeurs ont de nouveau lieu, et le PNGTUC obtient du gouvernement une amélioration des bas salaires ainsi que la ratification des principales conventions de l'Organisation internationale du travail. Dans le même temps, le PNGTUC crée le Parti travailliste de Papouasie-Nouvelle-Guinée pour représenter directement les syndicats et les travailleurs au Parlement - sans grand succès, toutefois.
Dans les années 2010, le PNGTUC est à nouveau moribond : Il n'y a plus de comité exécutif, les réunions du Congrès n'ont plus lieu, et en conséquence plusieurs syndicats ne versent plus leurs cotisations à cette fédération en sommeil,. En 2019, après la disparition du Parti travailliste devenu lui aussi inactif, neuf députés emmenés par Sam Basil fondent le Parti travailliste unifié, de concert avec la secrétaire-générale du PNGTUC, Clemence Kanau, et son président (et ancien secrétaire général) John Paska. Le parti, qui entend opérer en étroit accord avec les syndicats, se veut « le porte-parole au Parlement des syndicats et des Papou-Néo-Guinéens de la classe ouvrière » pour défendre leurs conditions de travail et leurs salaires.